# Roope Niskanen
Roope Niskanen (2000) è un giocatore di football americano finlandese che gioca come kicker per gli Helsinki Roosters.
In precedenza ha giocato anche per due squadre di high school statunitensi.